# Jakiszoba
A jakiszoba (焼きそば) szó szerinti fordításban „sült szoba tésztát” jelent és japán ételként tartják számon, habár a kínai Chow meinből (kínaiul: 炒麵)) származtatható. Gyakran olvashatjuk még szószu jakiszoba (ソース焼きそば) formában, ami majdnem ugyanaz az étel a szószt kivéve. Habár a szoba hajdinatésztát jelent, a jakiszoba nem hajdinából, hanem búzalisztből készül, akárcsak a rámen. Általában egy édes, sűrű, fűszeres – az osztrigaszószhoz hasonló – szósszal ízesítik.

## Elkészítés
Sült rámen tésztából, felkockázott disznóhússal és zöldségekkel (általában káposztával, hagymával vagy répával) készítik és jakiszoba szósszal, borssal, sóval ízesítik. Más olyan feltétekkel is kiegészíthető, mint pl. az aonori (tengeri alga por), beni szoga (tépett, savanyított gyömbér), kacuobusi (hal por), vagy akár a majonéz.

## Felszolgálás

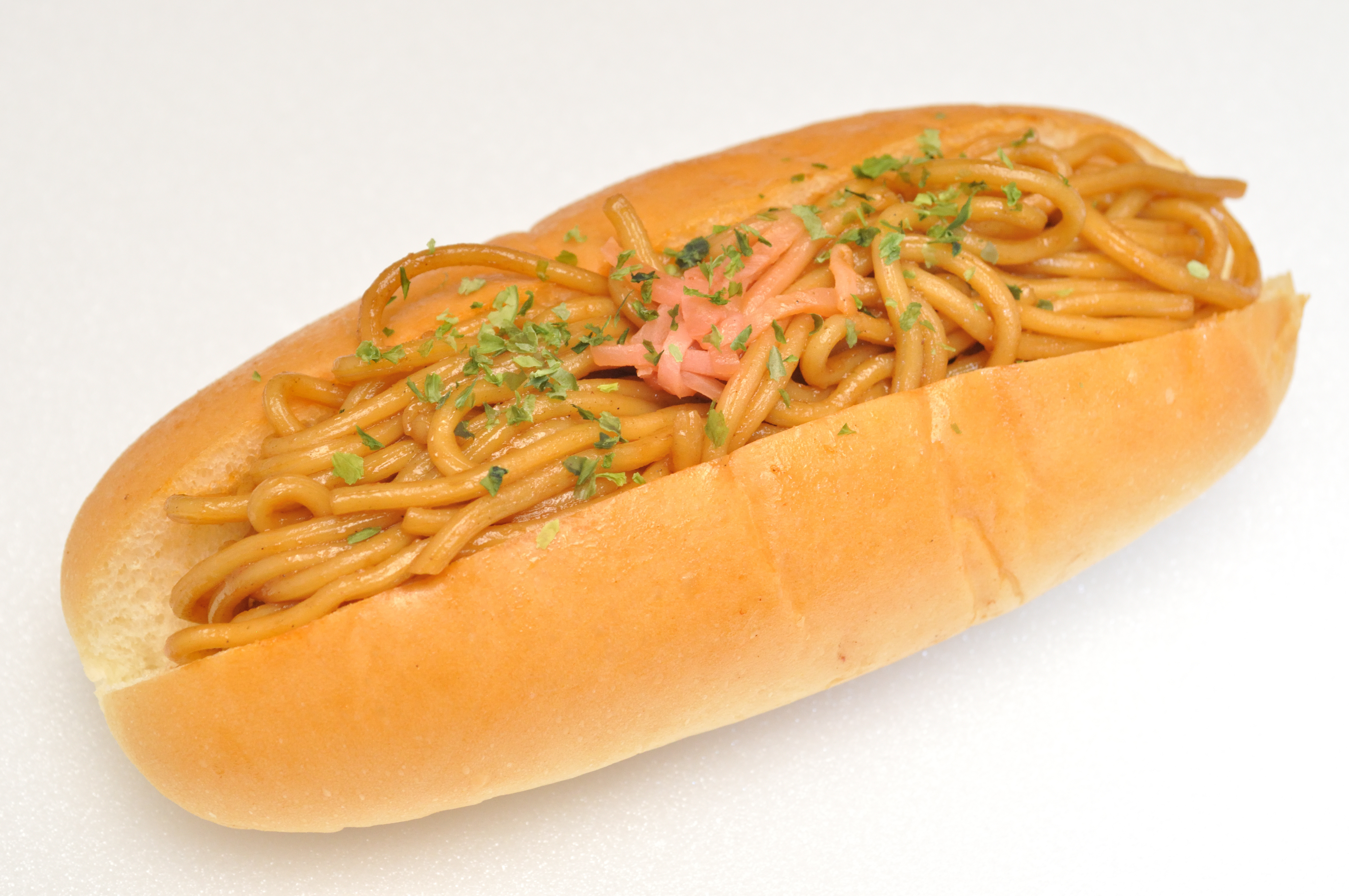
Yakisoba-Pan (Yakiszoba-kenyér)

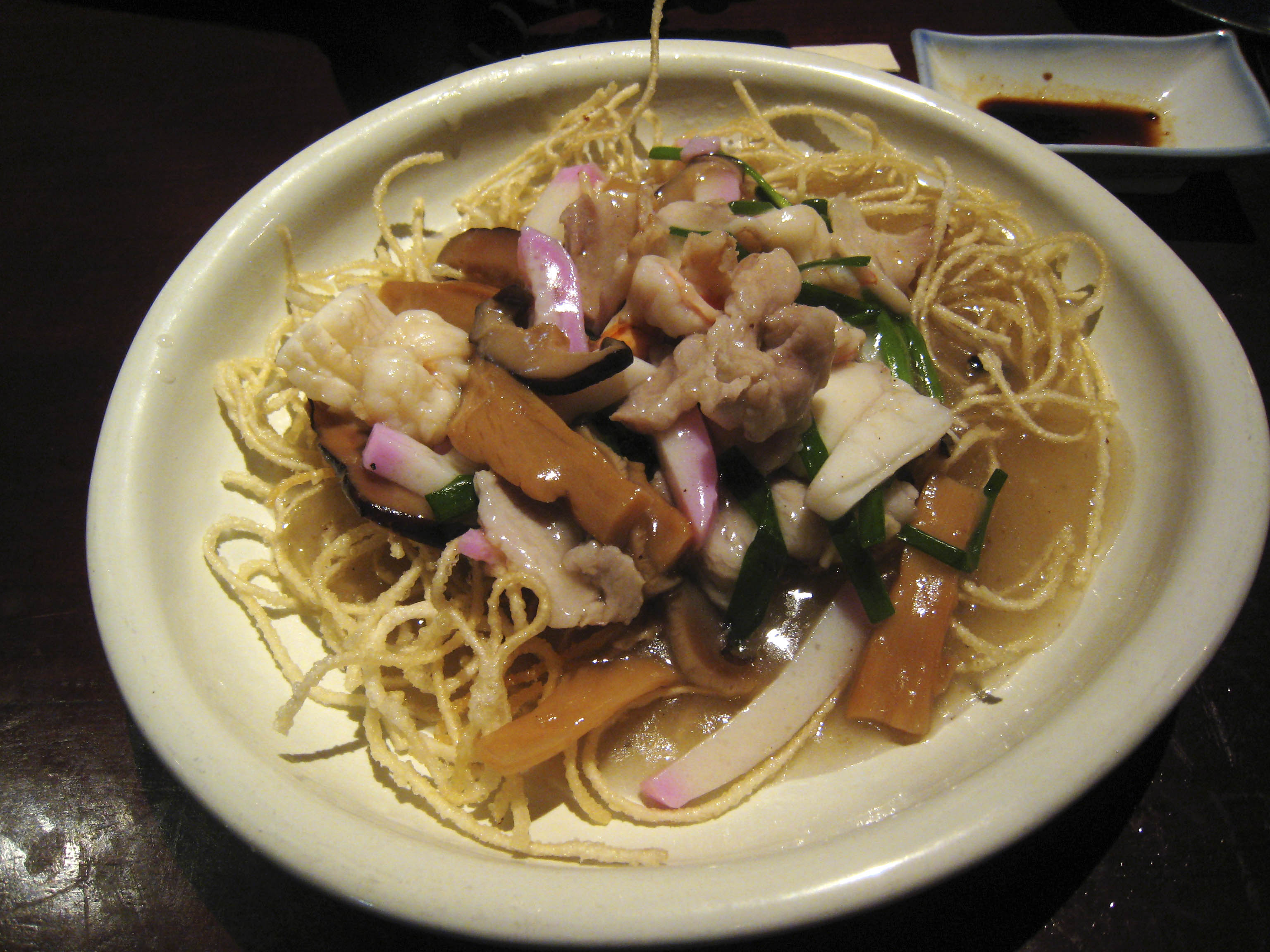
Kata-Jakiszoba

A jakiszobát leggyakrabban egyszerű tányéron, főételként szolgálják fel, de akár más ételek kiegészítéseként is megjelenhet. Egy másik nagyon népszerű elkészítési módja során egy középen félbevágott kiflibe töltik akár egy hot dogot, majd majonézzel és savanyított gyömbérrel ízesítik. Ezt jakiszoba kenyérnek, vagyis jakiszoba-pannak hívjuk és a helyi macurik (fesztiválok), konbinik (kisboltok) népszerű résztvevője.
Az ételt néha udon tésztával készítik el, ez esetben jakiudonnak hívjuk. Jakiudont először Kitakjúsúban vagyis a Fukuoka prefektúrai Kokurában készítettek.
Okinaván a jakiszoba mind a helyi lakosság, mind a környéken állomásozó amerikai katonák kedvence, a kantinok illetve más környéki étkezdék gyakran szolgálják fel. Helyi jellegzetességként, gyakran vágnak virslit is a tésztába más húsok mellett mint a sonka, csirke vagy a disznó.

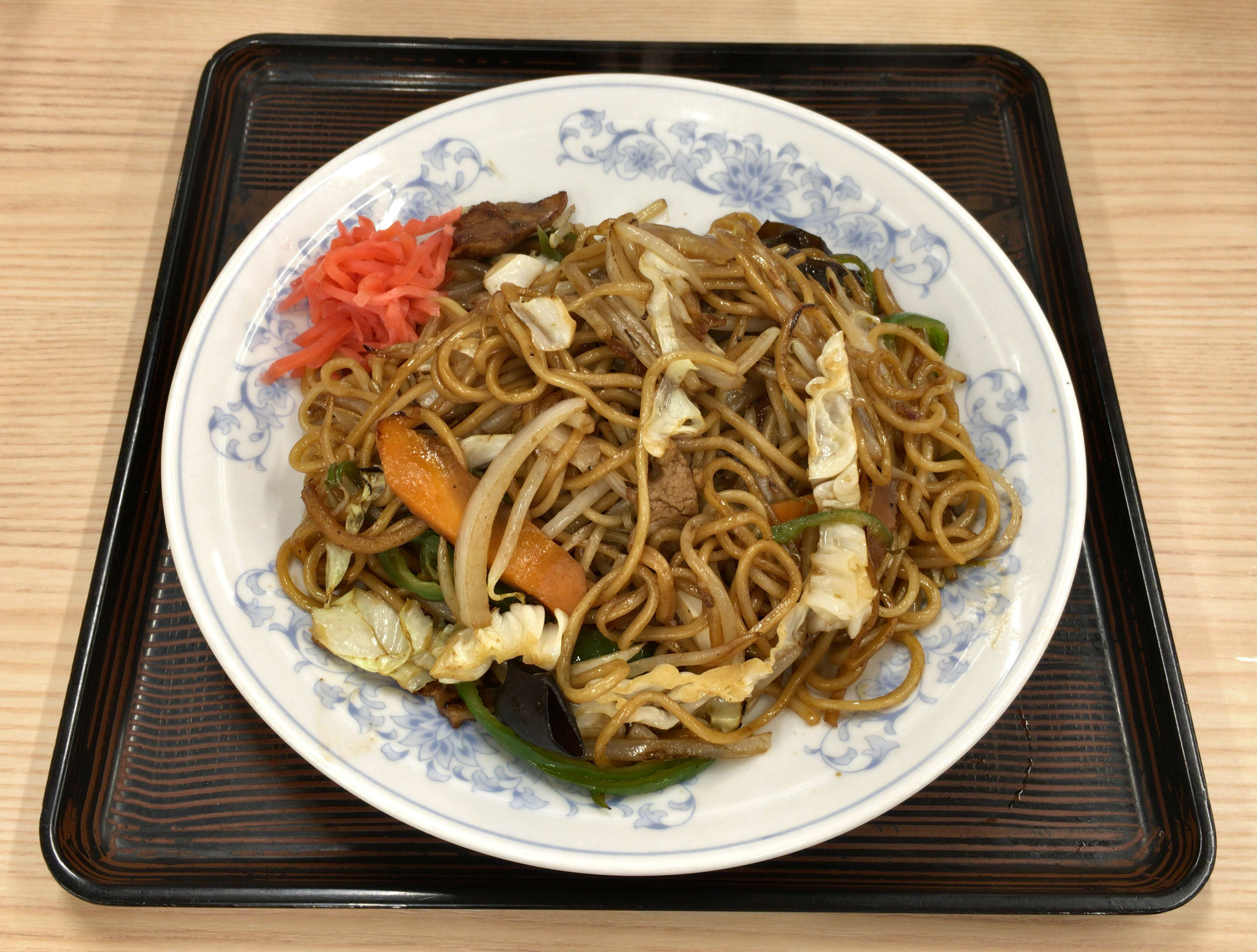
Yakisoba
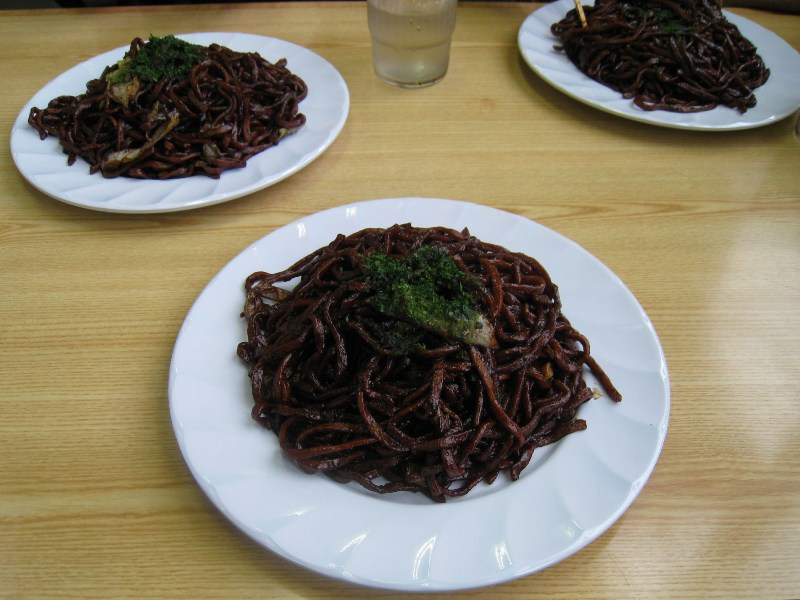
Ōta-yakisoba
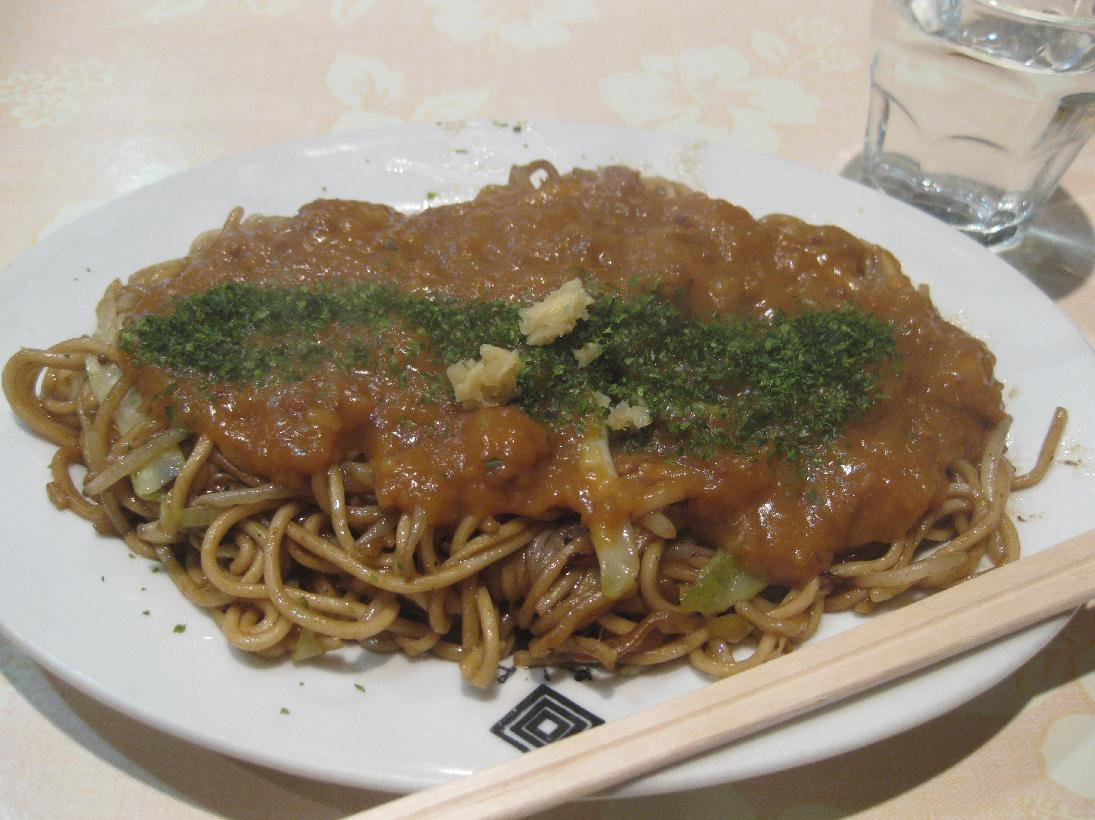
Italian-yakisoba (Shiga)
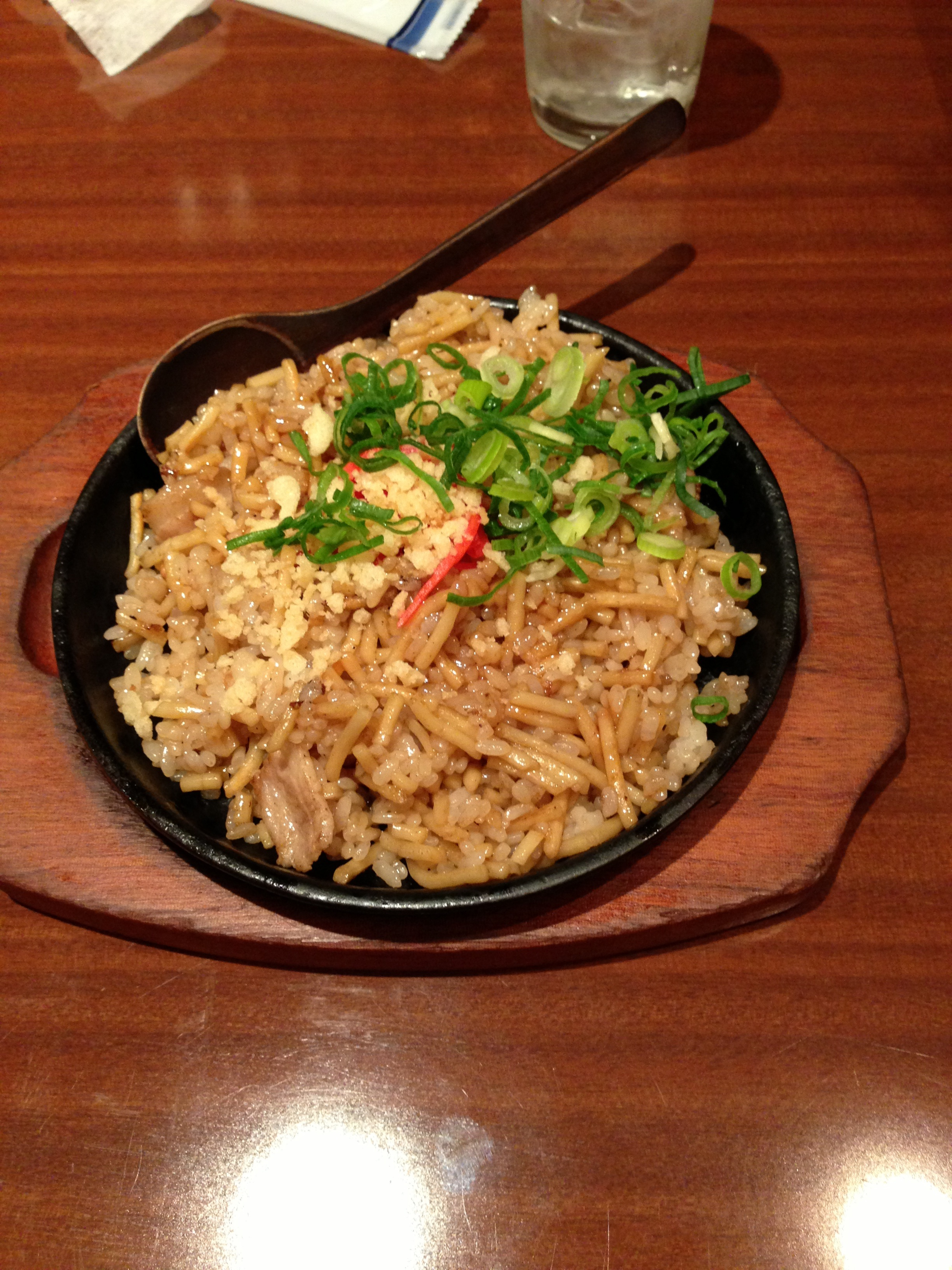
Sobameshi
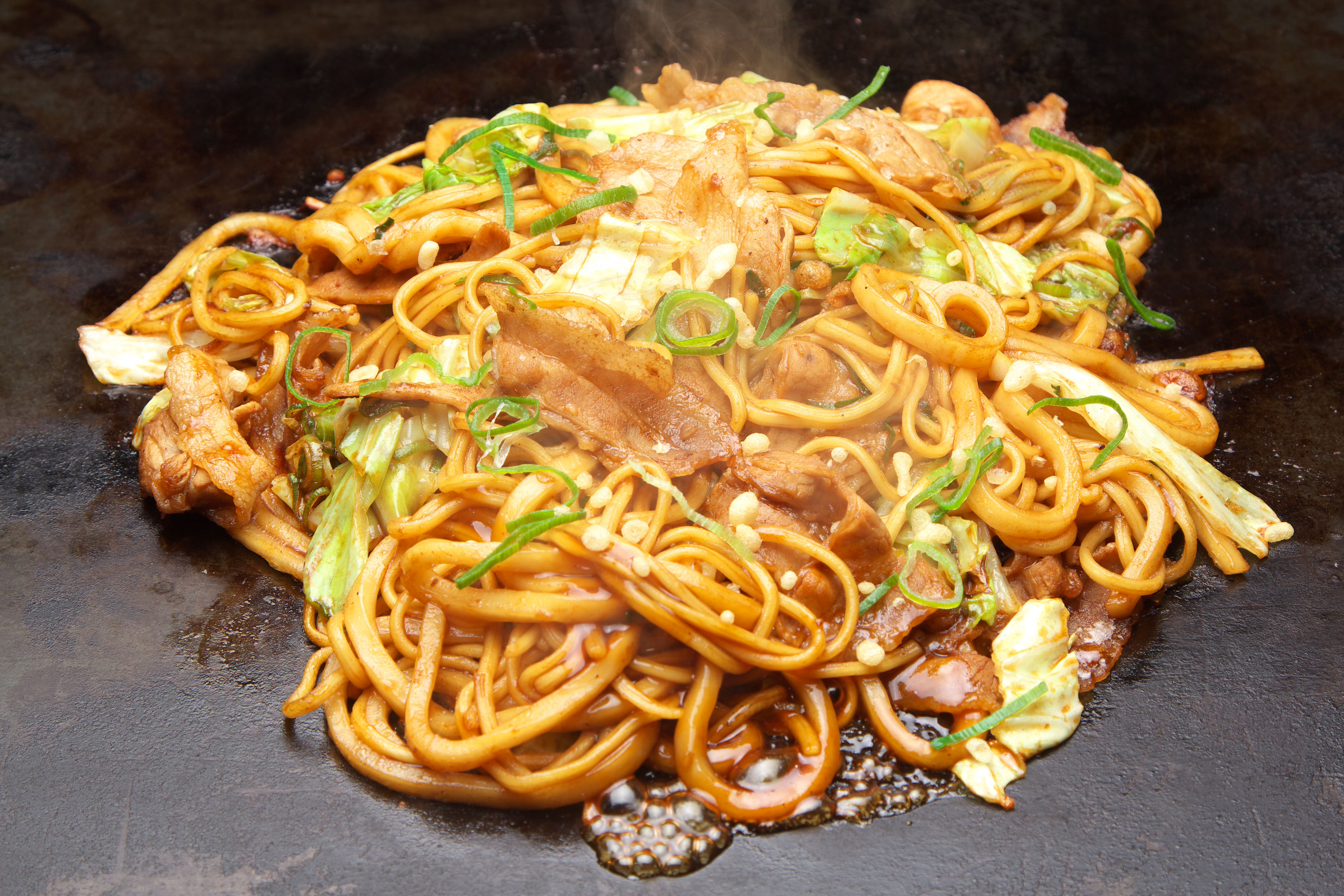
Himeji-chanpon yaki
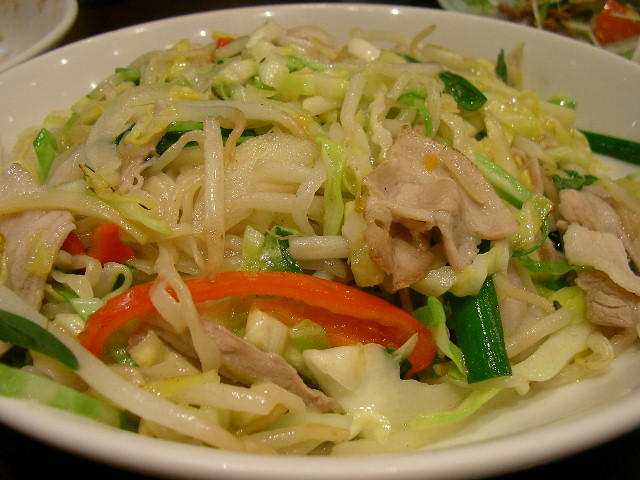
Shio yakisoba

## Instant jakiszoba
A jakiszoba instant kiszerelésben is rengeteg markanév alatt megtalálható a polcokon, azonban a legnépszerűbb japán márkája az UFO. Ezt csupán víz hozzá adásával, kevés főzéssel el lehet készíteni.
A Sapporo Icsiban Rámen cég számos különböző instant jakiszobát gyárt, melyekhez a csomagban szárított tésztát, algát és az igazi jakiszoba szószhoz hasonló ízesítőt találunk. Ezt a tésztát kevés víz hozzáadása mellett meg kell csak sütni, utána hozzáadni az ízesítőket, vagyis a japán káposztát és húst tartalmazó tasakot, majd a tetejét megszórni a tengeri algával.
A japán Nissin cég Németországban és Magyarországon is árusít instant jakiszobát, korábban „Yakisoba Deluxe” (NYD) néven, 2014 végétől SOBA néven (Forrás: http://ramen.blog.hu/2013/10/23/yakisoba_deluxe_classic_nissin). Ezt kevés vízzel való hígítással forrás után meg kell szórni a fűszeres tasakok tartalmával, le kell önteni a szósszal, végül a maradék víz leforralása után meg kell pirítani.

## Fordítás
- Ez a szócikk részben vagy egészben  a   yakisoba című angol Wikipédia-szócikk fordításán alapul.  Az eredeti cikk szerkesztőit annak laptörténete sorolja fel. Ez a jelzés csupán a megfogalmazás eredetét és a szerzői jogokat jelzi, nem szolgál a cikkben szereplő információk forrásmegjelöléseként.